# NGC 865
NGC 865 ist eine Spiralgalaxie vom Hubble-Typ Sbc im Sternbild Walfisch südlich der Ekliptik. Sie ist schätzungsweise 139 Millionen Lichtjahre von der Milchstraße entfernt und hat einen Durchmesser von etwa 60.000 Lj.
Das Objekt wurde am 9. September 1871 von dem Astronomen Edouard Stephan mithilfe eines 80-cm-Teleskops entdeckt.